# Scottish Premier Division 1978-1979
La Scottish Premier Division 1978-1979  è stata l'82ª edizione della massima serie del campionato scozzese di calcio, disputato tra il 12 agosto 1978 e il 31 maggio 1979 e concluso con la vittoria del Celtic, al suo trentunesimo titolo.
Capocannoniere del torneo è stato Andy Ritchie (Morton) con 22 reti.

## Stagione

### Formula
Le 10 squadre si affrontano in match di andata-ritorno-andata-ritorno, per un totale di 36 giornate.

## Classifica finale
Fonte:
|       | Pos. | Squadra         | Pt | G  | V  | N  | P  | GF | GS | DR  |
| ----- | ---- | --------------- | -- | -- | -- | -- | -- | -- | -- | --- |
|       | 1.   | Celtic          | 48 | 36 | 21 | 6  | 9  | 61 | 37 | +24 |
| [ 3 ] | 2.   | Rangers         | 45 | 36 | 18 | 9  | 9  | 52 | 35 | +17 |
|       | 3.   | Dundee Utd      | 44 | 36 | 18 | 8  | 10 | 56 | 37 | +19 |
| [ 4 ] | 4.   | Aberdeen        | 40 | 36 | 13 | 14 | 9  | 59 | 36 | +23 |
|       | 5.   | Hibernian       | 37 | 36 | 12 | 13 | 11 | 44 | 48 | -4  |
|       | 6.   | St. Mirren      | 36 | 36 | 15 | 6  | 15 | 45 | 41 | +4  |
|       | 7.   | Morton          | 36 | 36 | 12 | 12 | 12 | 52 | 53 | -1  |
|       | 8.   | Partick Thistle | 34 | 36 | 13 | 8  | 15 | 42 | 39 | +3  |
|       | 9.   | Hearts          | 23 | 36 | 8  | 7  | 21 | 39 | 71 | -32 |
|       | 10.  | Motherwell      | 17 | 36 | 5  | 7  | 24 | 33 | 86 | -53 |

Legenda:
      Campione di Scozia e qualificata in Coppa dei Campioni 1979-1980.
      Qualificata alla Coppa delle Coppe 1979-1980.
      Qualificata alla Coppa UEFA 1979-1980.
      Retrocesso in Scottish First Division 1979-1980.
Regolamento:
Due punti a vittoria, uno a pareggio, zero a sconfitta.
A parità di punti, le posizioni in classifica venivano determinate sulla base della differenza reti.